# Пюто
Пюто́ (фр. Puteaux) — город во Франции. Расположен в северной части Франции, западнее Парижа, на левом берегу реки Сена и фактически является одним из пригородов французской столицы.
В городке сохранился средневековый центр. Современный архитектурный комплекс Дефанс, являющийся одним из крупнейших деловых и торговых центров Европы, расположен главным образом на территории городской коммуны Пюто. Здесь же находится его наиболее известное сооружение — Большая арка Дефанса.
В XIX веке в Пюто выращивались дамасские розы, закупаемые парижскими парфюмерами и фармацевтами и потеснившие с рынка розы из Провена.
Пюто имеет богатые традиции в автомобилестроении и авиастроении. Здесь в начале XX столетия были основаны автомобильная фирма De Dion-Bouton и авиастроительная компания Morane-Saulnier.

## География
Граничит с Нейи-сюр-Сен и Буа-де-Булонь, с Нантером на западе, Курбевуа на севере и Сюреном на юге. Территория города включает в себя одноименный остров и мост, пересекающий Сену. Исторически делится на несколько районов:
- Bas de Puteaux, старейший район с городской застройкой, расположенный между железнодорожной линией и Сеной.
- La Défense, расположен на севере, окружён бульваром, один из главных деловых районов Европы, две трети района находятся в Пюто, остальная часть — в Курбевуа и Нантере.
- Haut de Puteaux, к востоку от железнодорожной линии, состоит из жилых домов и резиденций.
- Île de Puteaux, практически нежилой район. Здесь расположены спортивные сооружения, баржи, Дворец спорта, открытый в 2006 году.

## История
Создание города восходит к 1148 году. На этом месте аббатом Сугерием была основана деревня Putiauz, что происходит от старофранцузского Putel, «болото». Есть другое предположение, что название деревни произошло от puteoli (лат.), множественное число от puteolus или «маленький колодец».
В 1698 году герцог Антуан-Шарль де Грамон построил в Пюто резиденцию.
В XIX веке город становится индустриальным, но там также выращивали розы. Во время Второй Мировой войны город стал целью бомбардировок союзников, поскольку именно в Пюто располагались заводы, осуществлявшие поставку техники армии немецкого оккупанта.
До 1964 года Пюто относился к департаменту Сены, после реорганизации парижского региона он принадлежит департаменту О-де-Сен. В 2011 году Пюто и Курбевуа создали городскую общину Сен-Дефанс, которая была распущена в 2016 году.
С 1969 по 2004 годы мэром Пюто был Шарль Секкальди-Рейно (1925—2019), после его болезни место мэра с 2004 года занимает его дочь, Жоэль Секкальди-Рейно, член партии «Союз за народное движение».
Именно здесь, в Пюто, снимался фильм Столь долгое отсутствие» (1961). 

## Города-побратимы
- Брага
- Эш-сюр-Альзетт
- Ган-Явне
- Кати
- Мёдлинг
- Оффенбах
- Тауэр-Хэмлетс
- Веллетри
- Земун
- Опочно, Чехия

## Известные личности
- Винченцо Беллини (итальянский композитор, скончался в Пюто)
- Франтишек Купка (чешский художник, провёл последние годы своей жизни и умер в Пюто)
- Жак Вийон (живописец, кубист)
- Арлетти (певица)
- Эленио Эррера (футболист, тренер клуба Пюто в 1944—1945)
- Мишель Дельпеш (певец, актёр)
- Натали Бай (актриса, жила в Пюто)
- Жерар Жюньо (комик)
- Эммануэль Дево (актриса)
- Шимен Бади (певица, жила в городе)
- Гарра Дембелле (футболист)